# 勤崴國際科技
勤崴國際科技股份有限公司（Kingwaytek Technology Co.,Ltd.）是中華民國的上櫃公司，成立於1998年。主要經營業務為電子地圖製作、導航服務及車載導航軟體、系統整合服務、存取網路服務。
曾提供google地圖台灣部分的資料